# Prionopodella pectinigera
Prionopodella pectinigera är en mångfotingart som beskrevs av Karl Wilhelm Verhoeff 1925. Prionopodella pectinigera ingår i släktet Prionopodella och familjen spindelfotingar. Inga underarter finns listade i Catalogue of Life.